# هدکاس
هدکاس (به سوئدی: Hedekas) یک منطقه مسکونی است که در بخش مونکدال شهرستان وسترا یوتلاند در کشور سوئد واقع شده است. جمعیت هدکاس در پایان سال ۲۰۱۰ بالغ بر ۳۷۰ نفر بوده است.